# Solange Chaput-Rolland
Solange Chaput-Rolland, née à Montréal le 14 mai 1919 et morte à Sainte-Marguerite-Estérel le 31 octobre 2001 à l'âge de 82 ans, est une personnalité des médias et femme politique canadienne québécoise. Elle est l'une des premières dirigeantes politiques féministes du Canada.

## Biographie
Solange Chaput étudie au couvent d'Outremont et à l'Institut catholique de Paris.
Elle a rédigé le texte de plusieurs séries télévisées, dont Monsieur le ministre (1982-1986) avec Michèle Bazin. En 1968, elle est choisie femme de l'année par La Presse canadienne. Au printemps 1969, Mitchell Sharp la nomme observatrice attachée au Conseil social et économique des Nations Unies. Entre 1977 et 1979, elle collabore avec John Robarts, ex-premier ministre de l'Ontario, à la Commission de l'unité canadienne. Élue comme députée libérale à Prévost le 14 novembre 1979, elle est défaite en 1981. En 1985 et 1986, elle est animatrice de radio pour CKAC avec Claude Charron. De 1988 à 1994, elle siège au Sénat du Canada en tant que membre du Parti progressiste-conservateur du Canada pour la division de Mille-Isles.
Elle est l'épouse de l'industriel André Rolland et une amie de la journaliste Judith Jasmin.

## Distinctions
- 1975 -  Officier de l'Ordre du Canada[3]
- 1985 -  Officière de l'Ordre national du Québec[4]

#### Articles
- Valérie Lapointe-Gagnon, « « Plonger au coeur de la crise canadienne » : la pensée politique de Solange Chaput-Rolland dans les années 1960 », Bulletin d'histoire politique, vol. 25, no 3,‎ 2017, p. 78–101 (ISSN 1201-0421 et 1929-7653, DOI 10.7202/1039746ar, lire en ligne, consulté le 24 mars 2025).